# Traje de flamenca

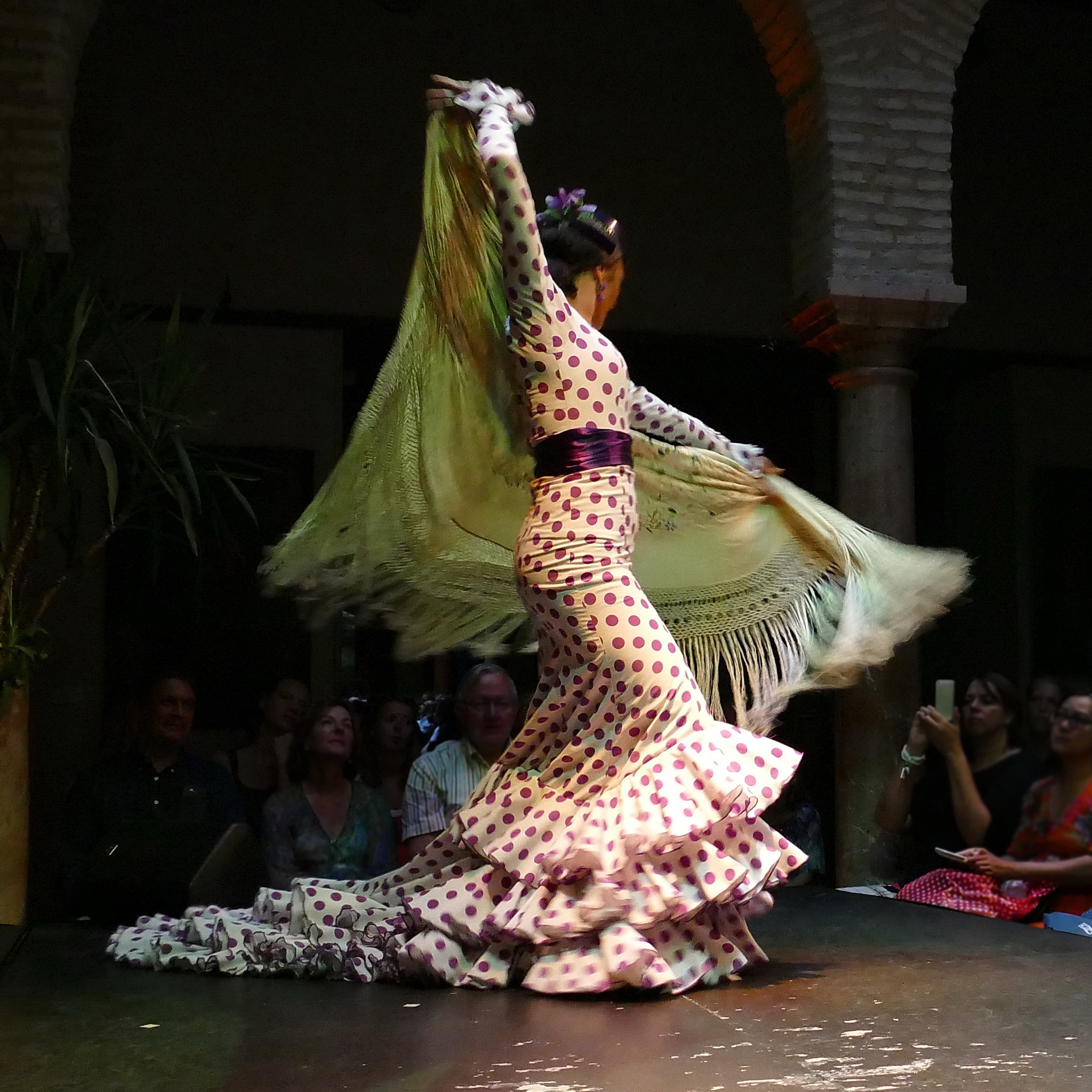
Bailaora con traje de flamenca específico para el baile, con bata de cola y acompañado con mantón bordado. El dominio en el manejo del mantón y la bata constituyen un elemento importante para apreciar la destreza en el baile.

El traje de flamenca o traje de gitana es la indumentaria femenina compuesta por varios elementos que se viste en contextos festivos en Andalucía y en actuaciones de arte flamenco y que se ha convertido en un icono de la cultura andaluza y de la moda. El modelo más común se compone de un vestido entallado y largo hasta el tobillo que se adorna con varios volantes que se pueden colocar tanto en la falda como en las mangas. Se confecciona en colores alegres  tanto en diseños lisos como estampados, el más popular es el traje de lunares. Se complementa con algún tipo de mantilla o mantón, siendo el más típico y emblemático el mantón de Manila; también es tradicional llevar el pelo recogido en un moño, flores en el pelo, pendientes grandes y zapato de tacón ancho. Tiene el par masculino en el traje corto andaluz para hombre.

## Patronaje
El traje de flamenca está formado actualmente por un patrón básico que se compone de:
- El traje enterizo ceñido al talle y con escote, mangas y falda adornadas con volantes. Los tejidos que se utilizan son de carácter ligero. Los más empleados son las telas de algodón, popelín, organdí, plumeti, batista, gasas y perforados, si bien estos han ido variando a lo largo de los años influenciados por las tendencias de la moda. Suelen ser o bien lisos o con estampados de lunares o flores.
- Una pieza tradicional eran las enaguas almidonadas con uno o varios volantes, que cumplían la función de dar volumen a la falda.
- Zapato ceñido con trabillas para facilitar el baile aunque, es también frecuente calzar zapatillas de esparto.
- Pañuelo triangular en seda rematado con flecos, denominado mantoncillo en su versión de tres picos. Se luce cruzado sobre el pecho, cogido con alfiler o broche.
- Mantón de China bordado de forma cuadrada como complemento, con un tamaño entre los 80 y los 120 centímetros de lado. Actualmente (siglo XXI) suelen ser de 160x160 centímetros. Esta prenda era originaria de China, y se importaba desde Filipinas, de donde tomaba su sobrenombre de “Mantón de Manila”. Su remate suele ser en flecos, cuya realización es tradicional en algunos pueblos de la provincia de Sevilla.[5]
- Mantilla de encaje. Complemento que dejó de emplearse en la década de 1930.
- El pelo suele ir recogido con un tocado de moño bajo o con una trenza y adornado con peineta, peinecillos y flores.
- Pulseras, pendientes y collares de grandes cuentas, muchas veces hechos de coral, perlas, marfil o cuentas artificiales de diversos colores.

No obstante, este modelo se ha ido fragmentando por una evolución y diferenciación de las formas y elementos según el contexto de su uso  bien sea en ferias, romerías o espectáculos flamencos o de copla, en los que durante un tiempo se extendió la bata de cola y el empleo de mayores fantasías ornamentales.
El  vestuario  para el baile flamenco presenta diferencias con el traje "normal" de flamenca. Al tratarse de una indumentaria para el baile, los talles no suelen ser excesivamente bajos para permitir la movilidad de la  bailaora y el largo deja asomar el zapato. Los volantes de las mangas son de menor tamaño para no restar visibilidad del rostro de la bailaora y los adornos suelen ser comedidos y los tejidos  correosos y ligeros.

## Origen y uso

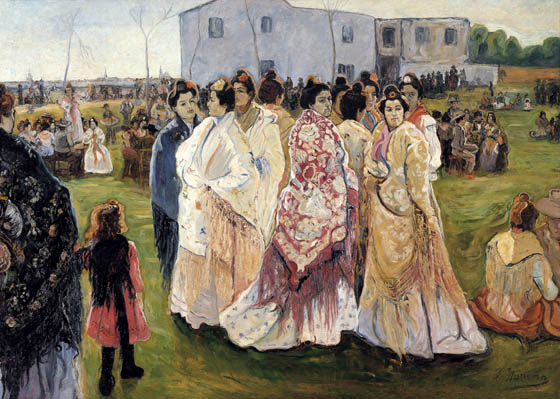
Diversos modelos originales en el cuadro de Francisco Iturrino Fiesta en el campo (1902).

No se han aportado antecedentes certeros acerca del origen del traje de flamenca y se han expuesto diversas teorías, algunas de las cuales han remontado su origen a épocas antiguas y otras por el contrario lo han colocado a principios del siglo XX. 
Dentro de las grabados existentes sobre atuendos regionales de principios del siglo XIX, se encuentran las primeras manifestaciones del traje popular andaluz con una versión rural que no anticipa para nada el traje de flamenca y su versión urbana, basado en el modelo de maja con falda de seda y volantes de encaje, talle ajustado, mantilla y adorno de flores en el pelo, que sí constituye un claro antecedente formal del vestido de flamenca tal como se conoce hoy.
Existen también tres hechos de mediados del siglo XIX que determinan la configuración actual: el movimiento romántico, la profesionalización del flamenco y la creación de la Feria de Abril de Sevilla. Durante la segunda mitad del siglo XIX, el traje de maja es asumido en su indumentaria por la mujer gitana, que lo utilizaban cuando acudían a la feria con los tratantes de ganado vestidas con batas de percal adornadas con volantes. En un momento posterior, a su vez, esta indumentaria es reinterpretada por la burguesía, al albur de la difusión artística del cante y baile flamenco.
A partir de la Feria de Abril del año de 1929, el traje se consagró como la vestimenta oficial para acudir al evento, tradición que se ha consolidado hasta el siglo XXI.
El atuendo flamenco se consolidó, en su forma conocida actualmente, entre 1890 y 1910 con un traje enterizo y ceñido al talle; adornado con volantes, tocados, mantón y mantoncillo. En el período comprendido entre 1920 y 1936 se introdujo la moda en el traje de flamenca, influencia que ha permanecido hasta el propio siglo XXI.
Durante la década de los setenta del siglo XX, existió una crisis en el empleo de este traje con cierto rechazo por un sector de la juventud, que fue superado a finales de la década con un claro renacer en todo el territorio de Andalucía.

## El traje flamenca en la moda

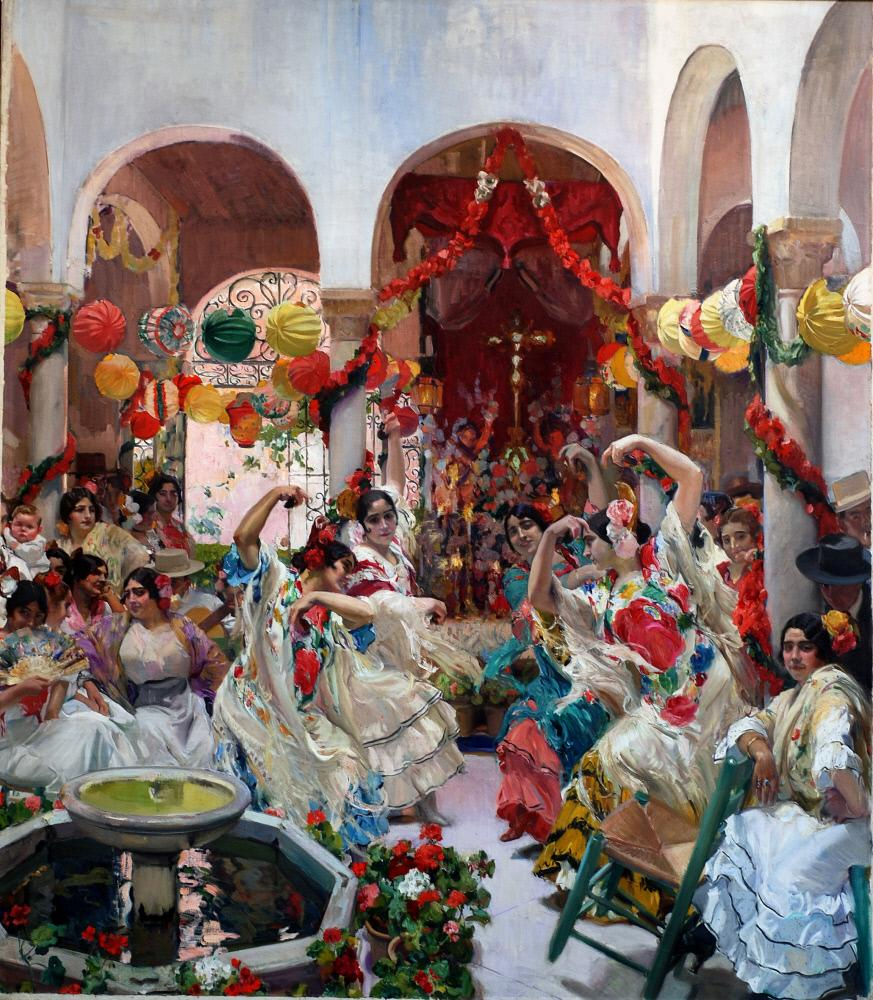
El traje de flamenca en movimiento en el cuadro de Joaquín Sorolla La Cruz de Mayo en Sevilla (1911), panel para la Exposición-encargo de la Hispanic Society of America.

El traje de flamenca ha experimentado modificaciones según la moda de cada época. Así la longitud de las faldas se han acortado y alargado, los volantes han desaparecido en algún momento y en otros se han multiplicado.
En los años 60 del siglo XX, impulsados por el auge de la minifalda, las dimensiones del vestido se acortaron hasta la media pierna o la rodilla. Durante ese periodo, también por influencia pop, se impusieron los tejidos artificiales de tergal o nailon con estampados psicodélicos y desaparecieron los remates de encaje y cintas de los volantes. A partir de los años setenta, el traje volvería al largo tradicional cubriendo la pierna hasta los tobillos.
Durante los años ochenta, se reinterpreta la moda de los 40, los trajes se recargaron de encajes, almidonados y cintas de raso, incrementando su volumen, las mangas se acortaron y también se adornaron con volantes. Mientras que en la década de 1990 se hizo más sencillo de adornos, más ligero y vaporoso, bajando el talle y los volantes y se mostró más sensual. Se diseñaron modelos sin mangas y terminados en tirantas y aparecieron nuevos tipos de escotes como el “palabra de honor”.
Esta indumentaria folclórica ha influido en algunos modistos como Victorio & Lucchino, que ha llegado a crear una línea propia de trajes de flamenca, o Yves Saint Laurent; y sus líneas han inspirado colecciones de John Galliano, Valentino o Tom Ford.
Los nuevos diseños de trajes de flamenca y sus complementos se exponen a principios de cada año en el Salón Internacional de la Moda Flamenca (SIMOF), creado en 1995, que tiene lugar en Palacio de Congresos y Exposiciones de Sevilla (FIBES), por el que pasan anualmente unas 65.000 personas. En el certamen exponen sus creaciones tanto diseñadores consagrados como nuevos talentos de la moda. En la edición de 2018 se presentaron mil quinientos modelos elaborados por más de cincuenta diseñadores.
La confección de este tipo de traje es laboriosa por tratarse de un vestido largo, con volantes y adornos, que exige un buen patronaje, conocimientos de variaciones en mangas y escotes combinado estética y sensibilidad en la combinación de todos sus elementos y complementos de moda. Su producción fue tradicionalmente artesanal, llevada a cabo de forma individualizada modistas particulares. A partir de la década de 1970 empiezan a aparecer diversas empresas industriales con productos estándar, a precios más reducidos. El sector económico ha estado basado en gran medida en modistas particulares y autoproducción que alcanzan más del 60% de la producción.
Según una encuesta de 2001, realizada por el Ayuntamiento de Sevilla, el 58 por ciento de los hogares sevillanos tenían entre sus miembros, alguna usuaria de prendas flamencas.